# ケリー (駆逐艦)
ケリー（英語: HMS Kelly, F01/G01）は、イギリス海軍の駆逐艦。K級駆逐艦の嚮導艦。艦名の由来はジョン・ドナルド・ケリー海軍元帥。第二次世界大戦に参加し、1941年5月23日に戦没した。

## 艦歴
ケリーはタイン河畔ヘブバーンのホーソン・レスリー社で1937年8月26日に起工。1938年10月25日進水。1939年8月23日就役。就役後は艦長兼駆逐艦戦隊司令（Captain (D)）ルイス・マウントバッテン大佐の指揮の下でK級駆逐艦からなる第5駆逐艦戦隊（5th Destroyer Flotilla）の旗艦として活動した。

### 本国海域（1939年）
第二次世界大戦が勃発して間もない1939年9月4日、ポートランド沖で駆逐艦「アケロン」と対潜訓練中にドイツ潜水艦から攻撃を受けたが被害はなかった。9月中旬に「ケリー」はウィンザー公爵と公爵夫人を居住するフランスからイギリスへ帰還させた。9月17日にはドイツ潜水艦「U-29」に撃沈されアメリカの商船に救助された空母「カレイジャス」の生存者を収容してデヴォンポートに送り届けたほか、9月20日には空母「ハーミーズ」を護衛して対潜哨戒任務を行っている。
1939年11月5日、「ケリー」は航行中に悪天候によって損傷したため1か月間の修理を行う。
修理完了直後の1939年12月14日の午後、タンカー「アセルテンプラー」がタイン川沖合でドイツ駆逐艦によって敷設された機雷に触れた。「ケリー」と駆逐艦「モホーク」が救難タグボート「グレート・エンペラー」、「ジョファー」、「ラングトン」を護衛して派遣された。しかし救援活動中に「ケリー」も触雷し舷側に甚大な損傷を負う。「モホーク」が「アセルテンプラー」に乗員を派遣している間、「ジョファー」と「ラングトン」は「アセルテンプラー」を曳航し、傷ついた「ケリー」も「グレート・エンペラー」に曳航されてタインに戻った。真夜中にタインへ到着する直前、タグボート「ロバート・レッドヘッド」と「ワシントン」の援助を受けながら川を遡上した。ホーソン・レスリーの造船所へ修理のために曳航され、3か月超をそこで過ごした。
これはケリーの二度目の不幸であり、悪天候による損傷の修理を終え復帰したばかりの出来事であった。1940年2月28日に修理が完了し復帰するが、それから間もない3月8日に駆逐艦グルカと衝突しまたもや損傷。艦体に30フィートの亀裂を生じたケリーは3月16日に修理のためブラックウォールへ到着しその後6週間をドックで過ごした。4月25日に修理が完了し、翌日には第5駆逐群へ復帰するためにスカパ・フローへ向かった。

### ノルウェーの戦い（1940年）

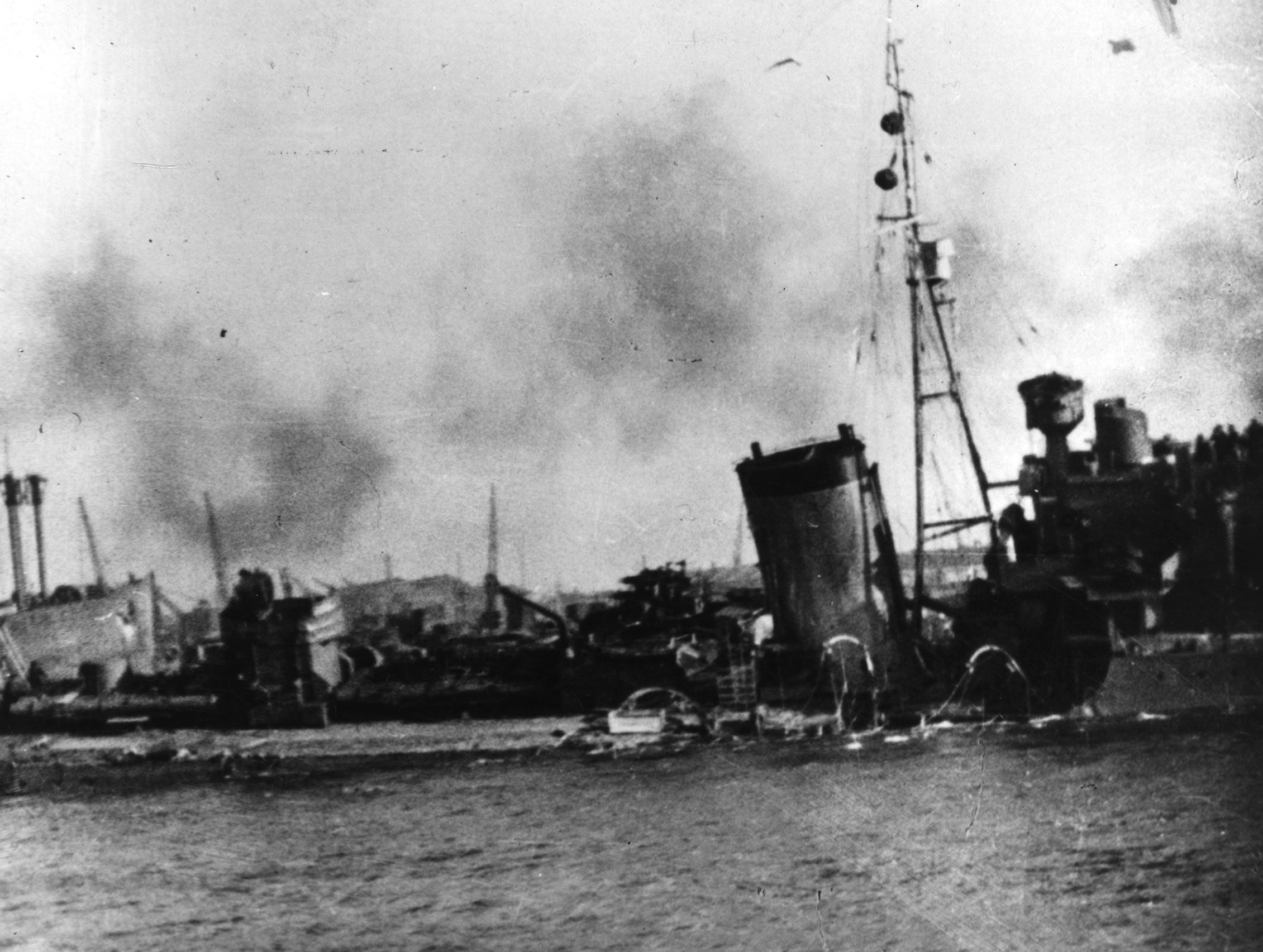
被雷後にタインへ戻った「ケリー」。

1940年5月、「ケリー」はナムソスからの撤退作戦に参加する。撤収は5月1日と2日の夜に実行する予定であったが、5月1日は濃霧のため中止となった。しかし、「ケリー」のマウントバッテン大佐は指揮下の駆逐艦で兵員の収容を行うことを提案し許可された。「ケリー」、「マオリ」のほか駆逐艦「グレネード」と「グリフィン」の4隻が濃霧の中を岩場を避けつつ26ノットでフィヨルド内に入った。だが予想に反してフィヨルド内は霧がほとんどなく、わずかに残る霧も高度が低かったため、「マオリ」のマストが霧の上に出てしまいドイツ軍機の攻撃を招いた。この空襲によって損傷した「マオリ」は作戦から外れた。5月2日から3日にかけての夜、重巡洋艦「ヨーク」と「ケリー」を含む4隻の駆逐艦はナムソスからの部隊の収容を実施して無事に終了したが、帰路ドイツ軍機による攻撃で駆逐艦「アフリディ」とフランス海軍の大型駆逐艦「ビゾン」の2隻が失われた。「ケリー」は270名のフランス兵を乗せ、5月4日にスカパ・フローに着いた。

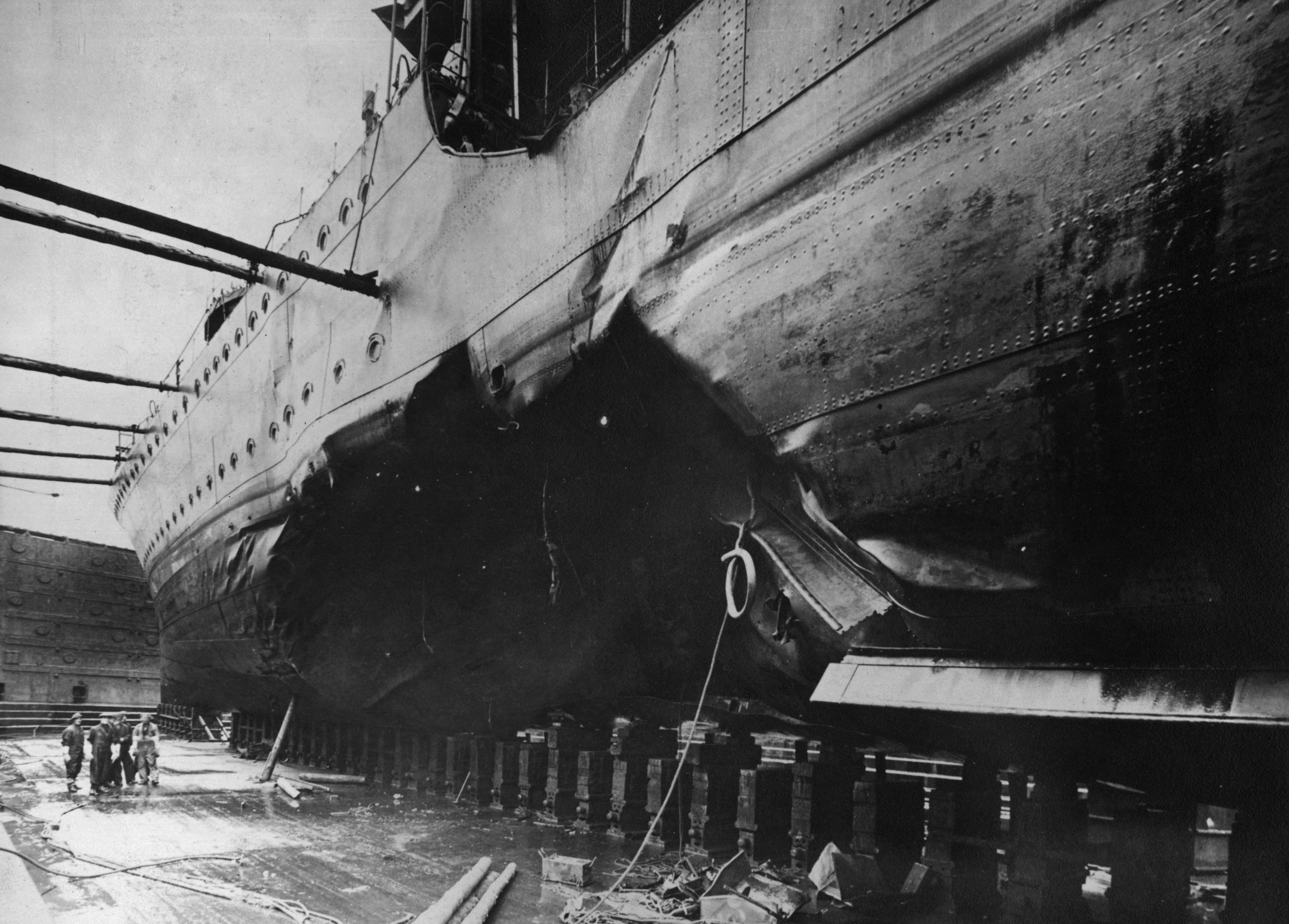
被雷により艦底に大きな穴が開いた「ケリー」。

「ケリー」は5月5日にスカパ・フローから出港。兵員輸送船の護衛を行った後ロサイスへ移動してノア管区に編入された。5月9日から10日にかけての夜、軽巡洋艦「バーミンガム」、駆逐艦「キンバリー」、「カンダハー」、「ヘイスティ」と共に敵艦艇を捜索中だった「ケリー」は、ドイツのSボート「S-31」の雷撃を受け大破した。「ケリー」は「グレート・エンペラー」に3ノットで曳航されながら、Sボートと敵機の攻撃を耐えつつ4日後に帰還を果たした。この事例はダメージコントロールの成功例の一つとして海軍のポスターになった。海軍の監督官は「ケリー」の生還について次のように記している。
5月13日にヘブバーンの造船所で長期修理に入った「ケリー」は1940年12月に修理が完了するまで復帰できなかった。「ケリー」の不幸は、1940年の1年間でわずかに23日しか活動できなかった有様だった。1940年5月に「ケリー」のペナントナンバーはG01へ変更されている。
「ケリー」は1940年12月に第5駆逐艦戦隊へ復帰した。フェロー諸島での対潜哨戒やドーバー海峡での敵艦艇捜索、ブレスト沖合への機雷敷設の護衛といった活動の後、1941年4月に「ケリー」と第5駆逐艦戦隊は地中海へ移動することになった。

### 地中海（1941年）

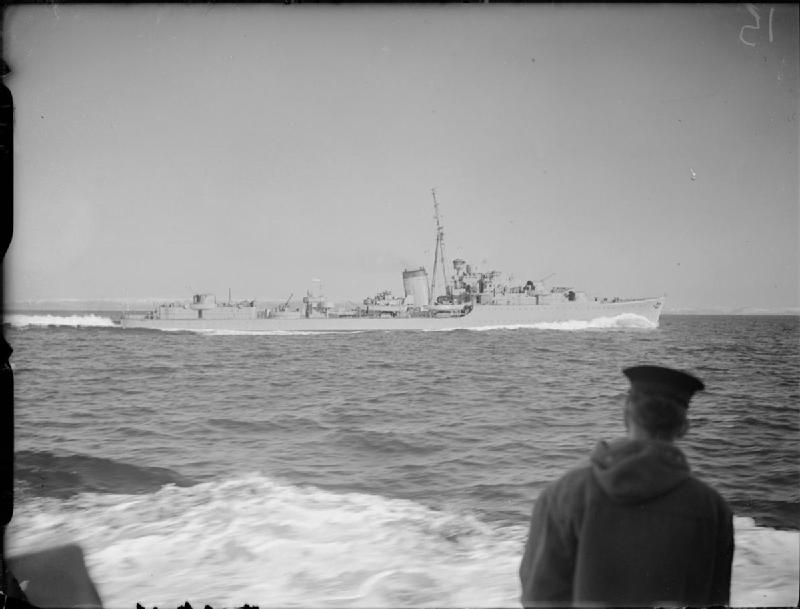
修理後に公試中の「ケリー」。3番砲（X砲）が後ろ向きに変更されたり後部魚雷発射管が10.2cm単装高角砲に換装されていることに注意。

1941年4月、「ケリー」は敷設巡洋艦「アブディール」、軽巡洋艦「ダイドー」、駆逐艦「ジャッカル」、「ジャージー」、「カシミール」、「ケルヴィン」、「キプリング」とジブラルタルでS部隊（Force S）を編成するために合流し、地中海艦隊に加わった（セイリエント作戦）。「ケリー」は4月28日にマルタへ到着し、第5駆逐艦戦隊の僚艦と共にK部隊（Force K）として北アフリカへ向かう敵船団攻撃に加わった。
5月1日に軽巡洋艦「グロスター」や5隻の駆逐艦と共に敵船団の攻撃に向かうが、船団は捕捉できずに終わった。5月2日、戦隊がマルタへ入港中に「ジャージー」が触雷沈没し艦体が港口を塞いでしまったため、先に入港していた「ケリー」、「ジャッカル」、「ケルヴィン」以外の艦は入港することができずマルタを離れてジブラルタルへ向った。5月8日「ジャージー」の艦体の一部が除去され「ケリー」ら3隻も出航できたため、MD4作戦に参加した。これは地中海で複数の船団を運航するというものであり、軽巡洋艦「エイジャックス」、「ダイドー」、「オライオン」、「パース」と共に戦車を積載しエジプトへ向かう船団を護衛した（タイガー作戦）。5月10日、「ケリー」と駆逐艦「ケルヴィン」、「ジャッカル」はベンガジ砲撃を行った。

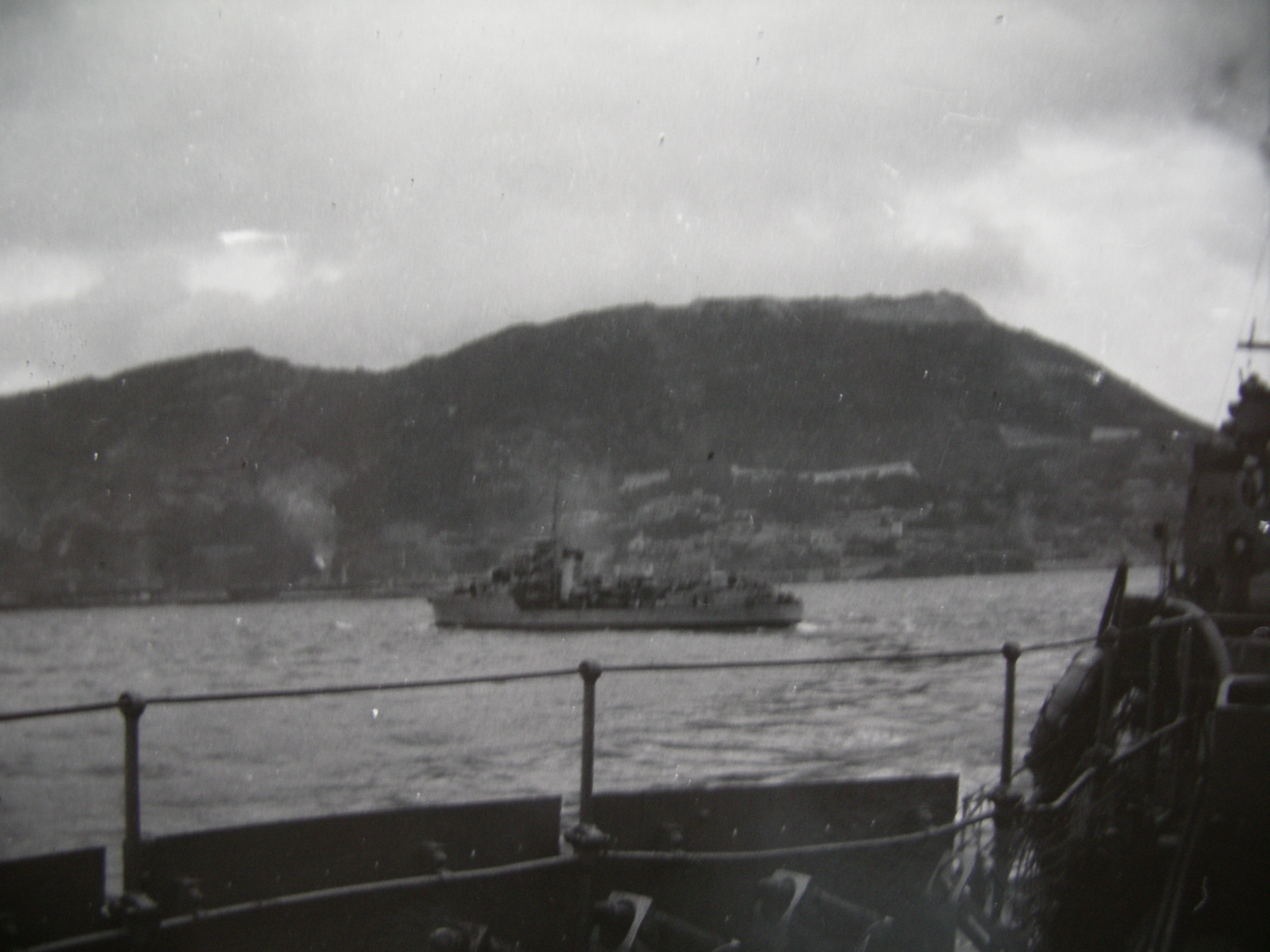
ジブラルタルにおける「ケリー」。1941年4月。

5月21日、「ケリー」を含む第5駆逐艦戦隊の駆逐艦5隻はマルタを離れて戦闘が行われているクレタ島海域へと向かった。22日16時に第5駆逐艦戦隊はクレタ島沖でA1部隊と合流する。第5駆逐艦戦隊は二つに分けられ、「ケルヴィン」と「ジャッカル」は撃沈された軽巡洋艦「グロスター」の生存者救助を、「ケリー」は「カシミール」、「キプリング」と共に同様に撃沈された軽巡洋艦「フィジー」の生存者救助に向かった。結局救援活動は時機を逸していたために、第5駆逐艦戦隊は再度合流の上でキッサモとハニア湾の哨戒を命じられた。そのうち「ケルヴィン」と「ジャッカル」は、ハニア湾で目撃された正体不明の光を調査するために別行動をとることになった。「ケリー」と「カシミール」、「キプリング」は2隻とは別にハニア湾へ向かったが、途中で「キプリング」が舵機故障のため引き返した。ハニア湾に入った「ケリー」と「カシミール」は、兵員輸送中のカイーク（地中海東部で使用される伝統的な小舟）を発見し撃破した。続いて2隻はニュージーランド軍部隊の戦闘と撤退を支援するためマレメに短時間艦砲射撃を加えると後退を開始した。その途中で再び敵のカイークを発見し撃沈した。
夜が明けた5月23日7時55分、後退中の「ケリー」と「カシミール」、そして修理が終わり2隻に合流するべく約6マイル後方で追っていた「キプリング」の3隻は、クレタ島南方13マイル地点で24機のJu 87急降下爆撃機による攻撃を受けた。まず第3波の攻撃で「カシミール」の艦体中央部に爆弾1発が命中し、真っ二つに折れた「カシミール」はわずか2分で沈没した。ケリーは対空戦闘によって3機を撃墜し、もう1機に大きな損害を与え後に墜落へ追い込んだものの、機関室直後の3番砲（X砲）付近へ命中弾を受けた。そのまま傾きつつ30ノットで転回を続けた「ケリー」は、やがて左舷へ転覆し30分ほどで沈没した。
「ケリー」と「カシミール」の生存者は敵機からの機銃掃射にさらされたものの、遅れていた「キプリング」が両艦の生存者救助を試みた。空襲下での救助活動は難航し、「キプリング」が転覆した「ケリー」の艦体に接触し大きな損傷を負ったほか、救助活動のため「キプリング」から降ろされていた内火艇が、爆弾を回避しようと増速した「キプリング」に巻き込まれてしまい「ケリー」と「キプリング」の副長が溺死するなどの被害が出た。だが損傷のため22ノットしか速力を出せない中で40波におよぶ激しい空襲を回避しながら救助活動を継続した「キプリング」により、マウントバッテン大佐を含む279名が救助された。2隻の生存者を乗せた「キプリング」は一連の活動によって深刻な燃料不足に陥っており、海域からの離脱に成功したもののアレキサンドリアの沖合でついに燃料切れとなった。しかし救援に来た急設網艦「プロテクター」によって15トンの燃料が補給されたことで「キプリング」は何とかアレキサンドリアへ帰投できた。

ケリーの喪失に深く動揺する生存者に対して、マウントバッテン大佐は悲しみを分かち合い、彼らを慰めるべく語った。

## その他
- ノエル・カワードとジョン・ミルズの1942年の映画『軍旗の下に（英語版）』（原題：In Which We Serve）の物語と登場する駆逐艦トリン（HMS Torrin）はケリーの戦歴が基になっている。
- 「HMS Kelly Association」は元乗員の会合や記念行事を主催しており、著名な支援者にはチャールズ3世やジョン・ミルズがいる[15][16][17]。
- 研究者によって意見は分かれるものの[18]、ケリーはマウントバッテン大佐が考案したマウントバッテンピンクに塗られていたとされる[19][20]。この奇抜な塗装は、敵に襲撃されやすい薄暮や夜明けの赤い光に溶け込むことを狙ったものであった。
- 1940年後半から1941年初め頃にかけて、ケリーや第5駆逐艦戦隊の僚艦には286型レーダーやエリコン20 mm単装機銃といった新型装備が他部隊の同型艦よりも優先的に追加装備された。理由は、これら新装備の有用性を十分に理解していたマウントバッテン大佐がその貴族・海軍軍人としてのコネクションを最大限に利用したからであった[21]。
- 「ケリー」と姉妹艦「ジャーヴィス」の艦長居住区は、他の駆逐艦に比べて広くかつ豪華な調度品が設けられていた。マホガニー製の食卓、事務机、大型ソファー、肘掛け椅子、ダブルベッド並みの大型寝台のほか、独立した浴室も設けられていたという。「ジャーヴィス」の艦長を務めたロジャー・パーシヴァル・ヒル（英語版）少佐によると、貴族であるマウントバッテン大佐がどちらの艦に勤務するか決まっていなかったため、「ケリー」だけでなく「ジャーヴィス」にも同様な設備が設けられたのだという[22]。
- 「ケリー」の生涯で実質的な戦果はほとんどないものの大衆の間での知名度は高く、いくつかの書籍が出版されている[2]。

## 栄典
「ケリー」は生涯で4個の戦闘名誉章（Battle Honours）を受章した。
- Atlantic（1939）
- Norway（1940）
- Mediterranean（1941）
- Crete（1941）